# Ондржей Лінгр
Ондржей Лінгр (чеськ. Ondřej Lingr, нар. 7 жовтня 1998, Карвіна, Чехія) — чеський футболіст, атакувальний півзахисник празької «Славії» та національної збірної Чехії. На умовах оренди грає за нідерландський клуб «Феєнорд».

## Ігрова кар'єра

### Клубна
Ондржей Лінгр є вихованцем футбольної школи клубу «Карвіна». У травні 2017 року футболіст у складі «Карвіни» дебютував у чемпіонаті Чехії.
Відігравши у складі «Карвіни» чотири сезони, влітку 2020 року футболіст перейшов до столичної «Славії». Першу гру у новій команді Лінгр провів у серпні 2020 року. Також у складі «Славії» футболіст брав участь у матчах єврокубків.

### Збірна
У 2015 році у складі юнацької збірної Чехії Ондржей Лінгр взяв участь у юнацькому чемпіонаті Європи у Болгарії, де провів три матчі.
У 2017 році Лінгр грав на юнацькому чемпіонаті Європи (U-19) у Грузії, де зіграв у двох поєдинках.
У 2021 році у складі молодіжної збірної Чехії Лінгр виступав на молодіжному чемпіонаті Європи, який проходив на полях Словенії та Угорщини.
24 березня 2022 року у матчі плей-офф до чемпіонату світу 2022 року проти Швеції Ондржей Лінгр дебютував у національній збірній Чехії, вийшовши на заміну у додатковий час.

## Статистика виступів

### Статистика виступів за збірну
Станом на 26 березня 2024 року
| Дата       | Місто     | Господарі  | Результат  | Гості             | Турнір                               | Голи | Примітки  |
| ---------- | --------- | ---------- | ---------- | ----------------- | ------------------------------------ | ---- | --------- |
| 24-3-2022  | Стокгольм | Швеція     | 1 – 0 д.ч. | Чехія             | Відбір до ЧС 2022                    | -    | 111'      |
| 29-3-2022  | Кардіфф   | Уельс      | 1 – 1      | Чехія             | товариський матч                     | -    | 81'       |
| 2-6-2022   | Прага     | Чехія      | 2 – 1      | Швейцарія         | Ліга націй УЄФА 2022-2023 - 1-й етап | -    | 68'       |
| 5-6-2022   | Прага     | Чехія      | 2 – 2      | Іспанія           | Ліга націй УЄФА 2022-2023 - 1-й етап | -    | 59'       |
| 9-6-2022   | Лісабон   | Португалія | 2 – 0      | Чехія             | Ліга націй УЄФА 2022-2023 - 1-й етап | -    | 47'       |
| 27-3-2023  | Кишинів   | Молдова    | 0 – 0      | Чехія             | Відбір до ЧЄ 2024                    | -    | 83'       |
| 7-9-2023   | Прага     | Чехія      | 1 – 1      | Албанія           | Відбір до ЧЄ 2024                    | -    | 87'       |
| 10-9-2023  | Будапешт  | Угорщина   | 1 – 1      | Чехія             | товариський матч                     | -    | 72'       |
| 15-10-2023 | Пльзень   | Чехія      | 1 – 0      | Фарерські острови | Відбір до ЧЄ 2024                    | -    | 37' 90+1' |
| 17-11-2023 | Варшава   | Польща     | 1 – 1      | Чехія             | Відбір до ЧЄ 2024                    | -    | 75'       |
| 20-11-2023 | Оломоуц   | Чехія      | 3 – 0      | Молдова           | Відбір до ЧЄ 2024                    | -    | 77'       |
| 22-3-2024  | Осло      | Норвегія   | 1 – 2      | Чехія             | товариський матч                     | -    | 72'       |
| 26-3-2024  | Прага     | Чехія      | 2 – 1      | Вірменія          | товариський матч                     | -    | 73'       |
| Усього     |           | Матчів     | 13         |                   | Голів                                | 0    |           |

## Титули і досягнення
Славія
- Чемпіон Чехії (1): 2020/21
- Переможець Кубка Чехії (2): 2020/21, 2022/23

«Феєнорд»
- Володар Кубка Нідерландів (1): 2023–24[8]
- Володар Суперкубка Нідерландів (1): 2024[9]